# Markus Gandler
Markus Gandler, född den 20 augusti 1966 i Kitzbühel, är en österrikisk före detta längdåkare som tävlade i världscupen mellan åren 1988 och 2000.
Gandlers bästa resultat i världscupen nåddes vid en tävling på 15 kilometer i Calgary 1989 då han slutade på tredje plats.
Gandler deltog i två olympiska spel och hans bästa resultat var silvret vid OS 1998 i Nagano. I VM-sammanhang är hans bästa placering guldet i stafett från VM 1999 men individuellt är hans bästa resultat två tolfteplatser.